# Cratere Daguerre
Daguerre è un cratere lunare di 45,79 km situato nella parte sud-orientale della faccia visibile della Luna, vicino al confine settentrionale del Mare Nectaris. A ovest-nord-ovest si trova il cratere Mädler e, più oltre, nella stessa direzione il cospicuo cratere Theophilus.
Daguerre appare completamente ricoperto dalla lava, tanto da apparire appena discernibile nelle immagini da terra. Il bordo presenta una interruzione verso sud-ovest, dando alla formazione quasi l'aspetto di un ferro di cavallo. Il pianoro interno mostra propaggini della raggiera del cratere Mädler. La massima altezza dei resti del bordo è di circa 1,5 km.
Il cratere è dedicato all'artista e chimico francese Louis Daguerre.

## Crateri correlati
Alcuni crateri minori situati in prossimità di Daguerre sono convenzionalmente identificati, sulle mappe lunari, attraverso una lettera associata al nome.
| Daguerre | Coordinate            | Diametro (in km) |
| -------- | --------------------- | ---------------- |
| K        | 12°15′00″S 35°46′48″E | 5,44             |
| U        | 15°08′24″S 35°40′48″E | 3,16             |
| X        | 14°04′12″S 34°27′36″E | 3,43             |
| Y        | 13°55′12″S 35°21′36″E | 3,08             |
| Z        | 14°58′12″S 34°40′12″E | 3,67             |